# Johann Hermann Gronau
Johann Hermann Gronau (* 16. Juli 1708 in Styrum (Mülheim); † 8. Dezember 1769 in Berlin) war ein deutscher evangelisch-reformierter Pfarrer.

## Leben
Sein Großvater Johann († 1698) war Lehrer im Bergischen Land, sein Vater Herrmann Gronau (1680–1734) war zunächst Lehrer in Styrum bei Mülheim an der Ruhr, später Waisenvater in Bremen.
Gronau war zunächst ab 1729 Hofprediger der Äbtissin Johanna Charlotte im Stift Herford, seit 1733 Prediger an der Jerusalemkirche und seit 1750 Pastor an der reformierten Parochialkirche in Berlin-Friedrichstadt (heute Berlin-Mitte).
Im Jahr 1738 verfasste und hielt er die Leichenpredigt zum Tod des Hofbeamten Johann Conrad von Bentheim.
Der Berliner Maler Wilhelm Hensel malte 1744 ein Porträt von Gronau.

## Familie
Er heiratete am 22. Oktober 1733 in der Jerusalemskirche zu Berlin Luise von Bergen (??–1746), Tochter des Anatomen Karl August von Bergen. Aus dieser Ehe stammt der als „Wetterpfarrer“ Sohn Karl Ludwig Gronau. Am 22. Juli 1747 heiratete er Johanna Luise Godrio.